# Messier 75

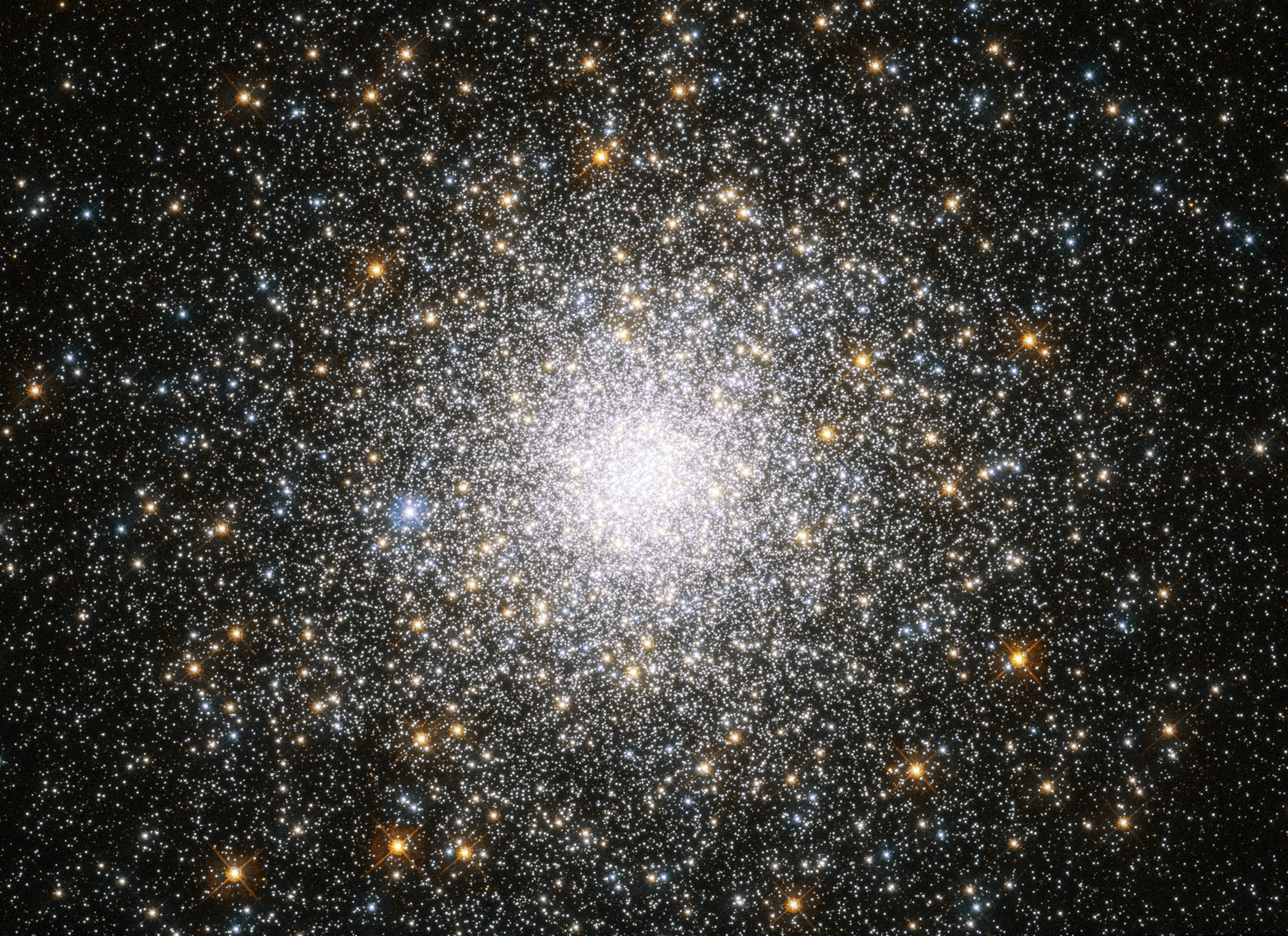
Het centrum van Messier 75

M75 (Messier 75 / NGC 6864) is een bolvormige sterrenhoop in het sterrenbeeld Boogschutter. Hij werd in 1780 ontdekt door Pierre Méchain en in datzelfde jaar door Charles Messier opgenomen in zijn catalogus van komeetachtige objecten als nummer 75.
M75 ligt op ongeveer 67 500 lichtjaar van de Aarde en meet 130 lichtjaar in diameter. Hij is een van de compactste bolhopen en hij schijnt tot ons met een lichtkracht van 180 000 maal die van de Zon en met een absolute magnitude van -8,5.